# Leôncio da Armênia
Leôncio (em armênio: Ղևոնդիոս; romaniz.: Łewondios) foi líder espiritual dos cristãos armênios do século II, bispo do gavar de Artaz entre 172 e 190, em sucessão de Savarso. É relatado que foi martirizado em Xavarxã (atual Macu) durante a época do imperador romano Aurélio e do rei armênio Vologases. Nada mais se sabe sobre a vida e atividades de Leôncio.